# 澁澤莉絵留
澁澤 莉絵留（しぶさわ りえる、2000年12月24日 - ）は、日本の女子プロゴルファー。群馬県太田市出身。清水建設所属。マネージメントはMRT
日本資本主義の父と呼ばれる渋沢栄一とは親類関係に当たる。ミレニアム世代の1人。愛称は「りえるん」。

## 略歴
沖学園高等学校出身。
2018年、「日本ジュニアゴルフ選手権競技」では優勝した吉田優利、2位・政田夢乃に次ぐ3位。
2019年11月、プロテストに合格。翌年1月1日、プロデビュー（92期生）。

## 成績
- 2020年日本女子プロゴルフ選手権大会 コニカミノルタ杯』で31Ｔ[6]